# Macairea thyrsiflora
Macairea thyrsiflora är en tvåhjärtbladig växtart som beskrevs av Dc.. Macairea thyrsiflora ingår i släktet Macairea och familjen Melastomataceae. Inga underarter finns listade i Catalogue of Life.